# Wahlkreis Bad Neuenahr-Ahrweiler
Der Wahlkreis Bad Neuenahr-Ahrweiler (Wahlkreis 14) ist ein Landtagswahlkreis in Rheinland-Pfalz. Er umfasst die verbandsfreien Gemeinden Bad Neuenahr-Ahrweiler und Grafschaft sowie die Verbandsgemeinden Adenau und Altenahr, welche allesamt zum Landkreis Ahrweiler gehören.

## Wahl 2021
Für die Landtagswahl 2021 traten folgende Kandidaten an:
| Direktkandidaten  | Partei           | Wahlkreisstimmen in % | Landesstimmen in % |
| ----------------- | ---------------- | --------------------- | ------------------ |
| Michael Köhler    | SPD              | 18,9 %                | 31,3 %             |
| Horst Gies        | CDU              | 45,2 %                | 37,2 %             |
| Rüdiger Nothnick  | AfD              | 5,0 %                 | 5,8 %              |
| Wolfgang Reuß     | FDP              | 5,4 %                 | 6,0 %              |
| Birgit Stupp      | Grüne            | 13,3 %                | 9,5 %              |
| Marion Morassi    | Die Linke        | 2,4 %                 | 1,8 %              |
| Jan Müller        | Freie Wähler     | 5,7 %                 | 4,0 %              |
| –                 | Piraten          | –                     | 0,4 %              |
| –                 | ÖDP              | –                     | 0,7 %              |
| –                 | Klimaliste       | –                     | 0,3 %              |
| –                 | Die PARTEI       | –                     | 0,7 %              |
| –                 | Tierschutzpartei | –                     | 1,4 %              |
| –                 | Volt             | –                     | 0,9 %              |
| Siegfried Verdonk | Unabhängig       | 4,1 %                 | –                  |

## Wahl 2016
Die Ergebnisse der Wahl zum 17. Landtag Rheinland-Pfalz vom 13. März 2016:
| Direktkandidaten                  | Partei    | Wahlkreisstimmen | Landesstimmen |
| --------------------------------- | --------- | ---------------- | ------------- |
| Jörn Kampmann                     | SPD       | 23,0 %           | 26,6 %        |
| Horst Gies                        | CDU       | 51,2 %           | 44,4 %        |
| Wolfgang Schlagwein               | GRÜNE     | 8,3 %            | 5,3 %         |
| David Jacobs                      | FDP       | 9,6 %            | 7,5 %         |
| Wolfgang Rüdiger Huste            | DIE LINKE | 4,1 %            | 2,3 %         |
| Klara-Luisa Nett                  | ÖDP       | 3,7 %            | 0,9 %         |
| –                                 | AfD       | –                | 9,8 %         |
| –                                 | Sonstige  | –                | 3,2 %         |
| Wahlberechtigte: 49.981 Einwohner |           |                  |               |
| Wahlbeteiligung: 69,8 %           |           |                  |               |

## Wahl 2011
Die Ergebnisse der Wahl zum 16. Landtag Rheinland-Pfalz vom 27. März 2011:
| Direktkandidaten                  | Partei    | Wahlkreisstimmen | Landesstimmen |
| --------------------------------- | --------- | ---------------- | ------------- |
| Petra Elsner                      | SPD       | 23,9 %           | 24,3 %        |
| Horst Gies                        | CDU       | 48,9 %           | 48,1 %        |
| Christina Theresa Steinheuer      | FDP       | 8,1 %            | 5,1 %         |
| Wolfgang Schlagwein               | GRÜNE     | 16,4 %           | 15,7 %        |
| Marion Morassi                    | DIE LINKE | 2,7 %            | 2,3 %         |
| –                                 | Sonstige  | –                | 4,4 %         |
| Wahlberechtigte: 50.017 Einwohner |           |                  |               |
| Wahlbeteiligung: 63,8 %           |           |                  |               |

- Direkt gewählt wurde Horst Gies (CDU).[5]
- Petra Elsner (SPD) wurde über die Landesliste (Listenplatz 38) gewählt.[7]

## Wahl 2006
Die Ergebnisse der Wahl zum 15. Landtag Rheinland-Pfalz vom 26. März 2006:
| Direktkandidaten                  | Partei   | Wahlkreisstimmen | Landesstimmen |
| --------------------------------- | -------- | ---------------- | ------------- |
| Petra Elsner                      | SPD      | 31,6 %           | 35,0 %        |
| Walter Wirz                       | CDU      | 52,2 %           | 46,0 %        |
| Katja Kerschgens                  | FDP      | 7,8 %            | 8,8 %         |
| Ute Reuland                       | GRÜNE    | 4,9 %            | 3,7 %         |
| Klaus Lehmann                     | ödp      | 1,2 %            | 0,5 %         |
| Harald Jürgensonn                 | WASG     | 2,3 %            | 1,8 %         |
| –                                 | Sonstige | –                | 4,1 %         |
| Wahlberechtigte: 49.862 Einwohner |          |                  |               |
| Wahlbeteiligung: 59,8 %           |          |                  |               |

- 2006 wurde Walter Wirz (CDU) aus Adenau direkt gewählt. Er war von 1994 bis 2011 Mitglied des Landtags.[8]
- Petra Elsner (SPD) aus Grafschaft wurde über die Landesliste (Listenplatz 39) in den Landtag gewählt. Sie ist seit 1996 Mitglied des Landtags.[10]

## Wahlkreissieger
| Wahl | Name                    | Partei | Stimmenanteil |
| ---- | ----------------------- | ------ | ------------- |
| 1991 | Wilhelm Josef Sebastian | CDU    | 56,2 %        |
| 1996 | Walter Wirz             | CDU    | 53,6 %        |
| 2001 | Walter Wirz             | CDU    | 53,2 %        |
| 2006 | Walter Wirz             | CDU    | 52,2 %        |
| 2011 | Horst Gies              | CDU    | 48,9 %        |
| 2016 | Horst Gies              | CDU    | 51,2 %        |
| 2021 | Horst Gies              | CDU    | 45,2 %        |